# 克萊佩達縣
克萊佩達縣是立陶宛十个县份之一，位於該國西部，是唯一沿海的縣。面積5,222平方公里，人口319,958（2020年）。首府克莱佩达。2010年7月1日，立陶宛撤销了县级行政机构，从此克萊佩達县仅保留为领土及统计单位。

## 市镇
克萊佩達縣内有7个市镇：
- 克莱佩达市
- 克萊佩達區
- 克雷廷加區
- 內林加
- 帕兰加市
- 斯庫奧達斯區
- 希盧泰區